# Willy Presche
Willy Presche (* 1. Dezember 1888 in Berlin; † unbekannt) war ein deutscher Politiker in der Weimarer Republik. Er war Mitglied der KPD und 1926 bis 1931 für diese Abgeordneter der Hamburgischen Bürgerschaft. Presche war an der innerparteilichen Wittorf-Affäre beteiligt, die für Ernst Thälmann zum kurzzeitigen Ruhelassen seines Parteivorsitzenden-Amtes führte. Im August 1931 wurde er der Beteiligung an den Morden auf dem Bülowplatz verdächtigt und floh in die Sowjetunion. Dort wurde er sechs Jahre später Opfer der stalinistischen Säuberungen.

## Leben
Presche war gelernter Schlosser und kämpfte im Ersten Weltkrieg, bevor er nach Hamburg übersiedelte. Er wurde 1918 Mitglied der USPD und trat unter Ernst Thälmann 1920 mit dem linken Teil der USPD zur KPD über. Nach dem Hamburger Aufstand nahm er 1924 in Moskau an einer neunmonatigen politischen und militärischen Ausbildung teil, die ihn in Hamburg befähigte, im Bezirk Waterkant den Ordnerdienst und später den Rotfrontkämpferbund mit aufzubauen. Presche war von 1926 bis 1931 gewähltes Mitglied der Hamburgischen Bürgerschaft sowie innerhalb seiner Partei Mitglied der Bezirksleitung Waterkant und der Beschwerdekommission. In dieser Funktion entschied er zusammen mit John Schehr und Ludwig Riess, den Vorgang der Unterschlagung von Parteigeldern durch John Wittorf - die Wittorf-Affäre - zu verschweigen, um in der politischen Auseinandersetzung um das Volksbegehren „Gegen den Panzerkreuzerbau“ vor der Reichstagswahl 1928 Schaden von der KPD abzuwenden. Mit der Absetzung Thälmanns im Rahmen der Affäre wurden auch Presche und die anderen beiden Funktionäre von ihren Funktionen enthoben und später nach Beendigung der Affäre von Thälmann rehabilitiert. 1930 wurde Presche Teil des KPD-Nachrichtendienstes AM-Apparat unter Hans Kippenberger in Berlin. Der Beteiligung an den Morden auf dem Bülowplatz im August 1931 verdächtigt, floh Presche in die Sowjetunion nach Odessa.
Willy Presche wurde 1937 im Rahmen der stalinistischen Säuberungen verhaftet. Seine Spur verliert sich im Gulag-System.